# 지구가 웃은 날

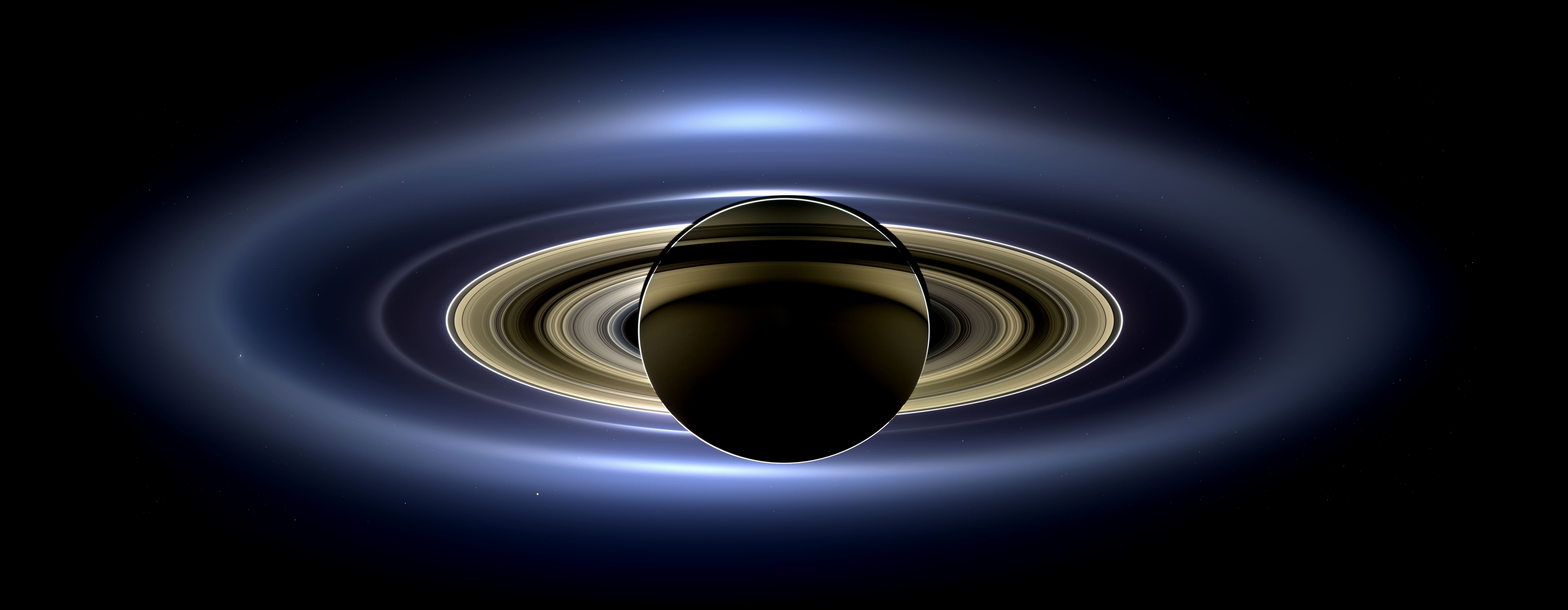
2013년 7월 19일 카시니가 촬영한 사진 전체.

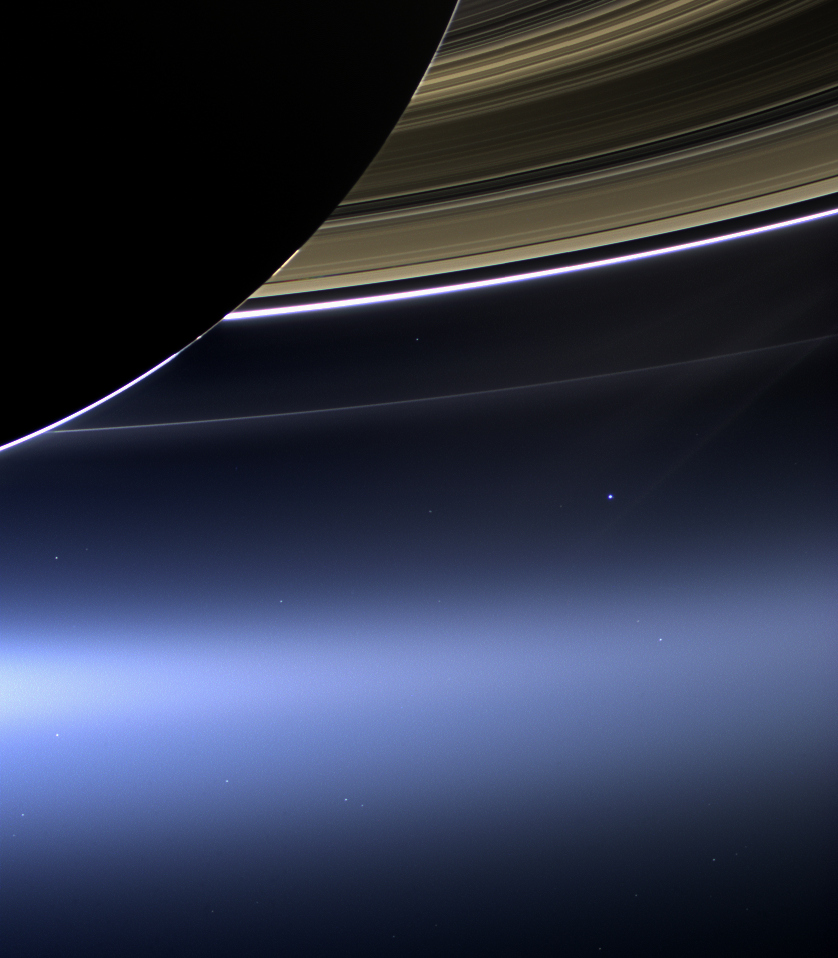
토성의 고리 밑에 있는 작은 파란 점이 지구이다.

토성을 나타낸 사진 모자이크 '토성에게 손을 흔들어'로, '지구가 웃은 날'에 찍은 사진 1,600장이 포함되어 있다.

지구가 웃은 날(The Day the Earth Smiled)은 2013년 7월 19일 미국 항공우주국의 카시니 탐사선이 촬영한 합성 사진의 이름으로, 토성에서의 일식 도중 탐사선이 토성과 고리를 촬영하는 과정에서, 지구와 달이 옅은 파란 점으로 같이 찍혔다. '지구가 웃은 날'은 이 사진을 찍은 날 진행한 행사와, 이 때 만들어진 사진 모자이크의 이름으로도 쓰인다.
이 행사는 카시니 사진 팀장인 행성과학자 캐롤린 포르코가 주도하였으며, 우주에서의 우리의 위치와, 지구의 생명에 대한 경이를 느끼고, 사진이 찍힐 때 함께 웃으며 축하하자는 의도로 기획하였다.
7월 19일에 촬영한 사진은 처리를 거쳐 같은 해 11월 12일에 공개되었다. 사진에는 지구, 화성, 금성, 토성의 여러 위성이 찍혔으며, 지구와 달을 찍은 협각 고화질 사진도 이후 공개되었다.

## 행사
카시니 탐사선은 2013년 7월 19일 21시 27분(UTC)에 지구와 달의 사진을 촬영하였으며, 이 시기에 맞춰 여러 행사가 진행되었다.
- 행사를 모으기 위한 포털로써 웹사이트가 개설되었으며,[7] 포르코는 웹사이트에서 전 세계가 지구의 생명과, 태양계 탐사를 이뤄낸 인류의 업적을 축하하자고 독려하였다.
- 국경 없는 천문학자들(Astronomers Without Borders)은 국제적 규모에서 행사를 조직했다.[8]
- 미국 항공우주국은 관련하여 사진 촬영을 홍보하기 위해 '토성에게 손을 흔들어'(Wave at Saturn)라는 행사를 진행했다.[9]
- 포르코 소유의 회사 주도로 '은하수로의 메시지' 경연회가 개최되었다. 참가자들은 7월 19일에 촬영한 사진이나 작곡한 음악을 제출할 수 있었으며, 수상작들은 아레시보 천문대에서 외계인에게로의 메시지로서 은하수 방향으로 송신되었다.[10] 이 행사는 1974년 처음으로 외계 문명에게 신호를 보낸 아레시보 메시지에서 영감을 얻은 것이다.

## 결과
카시니가 송신한 미가공 사진은 행사 직후 지구에 도착했으며, 지구와 달이 찍힌 고화질 사진과, 광각 사진 중 지구와 달이 포함된 부분은 며칠 후 바로 공개되었다.
카시니가 보낸 사진 전체는 카시니 이미지 중앙 운용 실험실(Cassini Imaging Central Laboratory for Operations, CICLOPS)에서 두 달 간 처리되었다. 카시니가 촬영한 사진은 길이로 647,808 km에 달했으며, 4시간 동안 사진 323장을 촬영하였다. 미국 항공우주국은 이 사진이 카시니가 촬영한 가시광 사진 중 행성 4개(토성, 지구, 화성, 금성)가 나온 첫 번째 사진이라고 발표하였으며, 지구의 일반 대중들에게 우주 저편에서 지구를 촬영할 것이라고 사전 홍보가 되었던 최초의 사건이기도 하였다.
미국 항공우주국은 2013년 11월 12일 정식으로 '지구가 웃은 날' 사진을 공개하였으며, 전 세계적인 환영을 받았다. '지구가 웃은 날' 사진은 다음 날 뉴욕 타임스의 1면에 살리기도 하였다. 세스 맥팔레인 등 여러 유명 인사들도 사진을 칭찬하는 말을 남겼다. 이후 사진은 천문학자 칼 세이건의 논문 확보를 축하하는 미국 의회도서관의 행사에서, 캐롤린 포르코가 칼 세이건에게 헌정하였다. 11월 12일에는 동시에 미국 항공우주국이 진행했던 '토성에게 손을 흔들어' 캠페인에서 받은 사진 1,600장을 조합한 모자이크도 공개되었다.

## 같이 보기
- 푸른 구슬
- 지구돋이
- 지구의 날
- 창백한 푸른 점
- 우주 셀카